# Kazimierz Kummer
Kazimierz Kummer (ur. 8 marca 1934 w Dąbrówce, zm. 16 lipca 1962 w Jastarni) – polski pisarz i dziennikarz radiowy związany z Bydgoszczą.

## Życiorys
Urodził się 8 III 1934 r. w Dąbrówce w powiecie tucholskim. Ojciec Franciszek Kummer był nauczycielem, matka – Anna z domu Meloch – prowadziła dom. W czasie okupacji ojciec znalazł się w obozie koncentracyjnym w Gusen, a matka z Kazikiem i młodszą siostrą Urszulą przebywali w Lubichowie pod Starogardem Gdańskim. Po wojnie mieszkali najpierw w Ogorzelinach niedaleko Chojnic, a później w samych Chojnicach. W 1948 urodził się młodszy brat Kazika, Zygmunt. W latach 1947–1951 Kummer uczył się w gimnazjum w Chojnicach, gdzie zdał maturę. W 1951 roku zaczął studia na polonistyce Uniwersytetu im. Adama Mickiewicza w Poznaniu.
Brał udział w tworzeniu Studenckiego Teatru Satyry „Żółtodziób”. W marcu 1953 r. został aresztowany z powodów politycznych (dowcipy o Stalinie) przez UB, następnie skazany na rok obozu pracy. Budował Pałac Kultury w Warszawie. Po roku więzienia wrócił na studia do Poznania. W czerwcu 1956 r. (Poznański Czerwiec), gdy na placu między Uniwersytetem a Komitetem Wojewódzkim zbierali się robotnicy z "Cegielskiego", Kummer zdawał egzamin magisterski o temacie "problematyka współczesnej powieści". Po ukończeniu studiów w 1956 r. współpracował z poznańskimi pismami: „Wyboje” i „Tygodnik Zachodni”. Był przedstawicielem redakcji tych pism w Bydgoszczy, pisał reportaże. W marcu 1959 roku rozpoczął pracę w Polskim Radiu w Bydgoszczy jako redaktor w dziale literackim. Drukował opowiadania, reportaże i felietony w "Odrze", "Pomorzu", "Faktach i Myślach", "Tygodniku Zachodnim", w gazetach codziennych, a zwłaszcza publikował je w radiu.
Zdążył napisać tylko jedną powieść „Klatka” (1961). Jest ona osnuta na kanwie bydgoskich wydarzeń z września 1939 r. Bohaterem powieści jest młody człowiek, który przeżywa swoją pierwszą miłość, ale przerywa ją wojna. W pierwszych dniach okupacji chłopak zostaje aresztowany przez Niemców. Ci wpadają na szatański pomysł, aby wykorzystać jeńca propagandowo. Obwożą go po wioskach jako „polskiego bandytę” i pokazują ludziom, zamkniętego w klatce. Powieść została wydana już po śmierci pisarza, w 1962 roku. W 1972 roku Wydawnictwo Morskie Gdańsk-Bydgoszcz wydało zbiór opowiadań wraz z "Klatką" pod tytułem "Namiętności".
Najpełniejsze wydanie tekstów Kazimierza Kummera ukazało się w 2015 roku nakładem lubelskiego wydawnictwa Episteme. Tom Opowiadania i słuchowiska. Klatka zawiera wznowienie powieści Klatka oraz opowiadań z tomu Namiętności, teksty z prasy lokalnej i ogólnopolskiej z lat 1955–1962, niepublikowane opowiadania z archiwum domowego pisarza oraz słuchowiska, które emitowano na antenie Polskiego Radia Bydgoszcz. Dodatkowo książka mieści szkic biograficzno-krytyczny o autorze, bibliografię jego utworów i opracowań o nim oraz notę wydawniczą.
Kazimierz Kummer zmarł tragicznie w Jastarni 16 VII 1962 roku.

## Życie prywatne
Kazimierz Kummer był żonaty z Jolantą Kummer-Meloch (z domu Małachowska). Miał dwóch synów: Macieja i Piotra.